# Reina Kondō
Reina Kondō (近藤 玲奈?  prefectura de Chiba, Japón, 28 de enero de 1999) es una actriz de voz japonesa afiliada a Hirata Office. Es conocida por sus papeles como Hana Ichinose en Slow Start y Suzuka Nagami en Ore ga Suki nano wa Imōto dakedo Imōto ja nai. Ella, junto con las coprotagonistas de Slow Start, Ayasa Itō, Tomomi Mineuchi y Maria Naganawa, interpretaron el tema de apertura de la serie «Ne! Ne! Ne!» bajo el nombre STARTails.

## Filmografía
Los papeles principales están en negrita

### Anime

#### Series de televisión
| Año  | Título                                                                      | Papel                              | Ref(s) |
| ---- | --------------------------------------------------------------------------- | ---------------------------------- | ------ |
| 2015 | Aoharu × Kikanjū                                                            | Estudiante                         | [ 1 ]  |
| 2015 | Lance N' Masques                                                            | Estudiante de preescolar           | [ 1 ]  |
| 2016 | Sweetness and Lightning                                                     | Representante de clase             | [ 1 ]  |
| 2016 | Cardfight!! Vanguard G                                                      | Gato callejero                     | [ 1 ]  |
| 2017 | Chōyū Sekai                                                                 | Niña, locutora                     | [ 1 ]  |
| 2017 | Kemono Friends                                                              | Nutria asiática de garras pequeñas | [ 1 ]  |
| 2017 | Jikan no Shihaisha                                                          | Niña, bailarina, niño              | [ 1 ]  |
| 2017 | Just Because!                                                               | Momoka Suzuki                      | [ 3 ]  |
| 2018 | Karakai Jōzu no Takagi-san                                                  | Niña                               | [ 1 ]  |
| 2018 | Slow Start                                                                  | Hana Ichinose                      | [ 4 ]  |
| 2018 | Ore ga Suki nano wa Imōto dakedo Imōto ja nai                               | Suzuka Nagami                      | [ 5 ]  |
| 2018 | Lostorage Conflated WIXOSS                                                  | Kaede                              | [ 6 ]  |
| 2018 | Sword Art Online: Alicization                                               | Ronye Arabel                       | [ 1 ]  |
| 2019 | Boogiepop and Others                                                        | Kazuko Suema                       | [ 7 ]  |
| 2019 | Hachigatsu no Cinderella Nine                                               | Ryō Shinonome                      | [ 8 ]  |
| 2019 | Dr. Stone                                                                   | Ruby                               | [ 6 ]  |
| 2019 | Vinland Saga                                                                | Hordaland                          | [ 6 ]  |
| 2019 | Arifureta Shokugyō de Sekai Saikyō                                          | Sona Masaka                        | [ 6 ]  |
| 2019 | Sword Art Online: Alicization - War of Underworld                           | Ronye Arabel                       | [ 6 ]  |
| 2020 | Dorohedoro                                                                  | Nikaidō                            | [ 9 ]  |
| 2020 | Ochikobore Fruit Tart                                                       | Nina Maehara                       | [ 10 ] |
| 2020 | Sword Art Online: Alicization - War of Underworld 2nd Season                | Ronye Arabel                       | [ 6 ]  |
| 2021 | Horimiya                                                                    | Sakura Kōno                        | [ 11 ] |
| 2021 | Mashiro no Oto                                                              | Yui Yamazato                       | [ 12 ] |
| 2021 | Mazica Party                                                                | Anya do Glengard XII               | [ 13 ] |
| 2021 | Tensura Nikki: Tensei Shitara Slime Datta Ken                               | Lilina                             | [ 6 ]  |
| 2021 | World Trigger Season 2                                                      | Hana Somei                         | [ 14 ] |
| 2021 | Battle Athletess Daiundoukai ReSTART!                                       | Chal Walder                        | [ 15 ] |
| 2022 | Tribe Nine                                                                  | Enoki Yukigaya                     | [ 16 ] |
| 2022 | Sabikui Bisco                                                               | Pawoo Nekoyanagi                   | [ 17 ] |
| 2022 | Vanitas no Karte Part 2                                                     | Chèvre                             | [ 18 ] |
| 2022 | Love Live! Nijigasaki Gakuen School Idol Doukōkai 2nd Season                | Sakuya Kurobane                    | [ 19 ] |
| 2022 | Kunoichi Tsubaki no Mune no Uchi                                            | Hagi                               | [ 20 ] |
| 2022 | Kage no Jitsuryokusha ni Naritakute!                                        | Eta                                | [ 21 ] |
| 2022 | Akiba Maid Sensō                                                            | Nagomi Wahira                      | [ 22 ] |
| 2023 | Isekai Nonbiri Nōka                                                         | Yuuri                              | [ 23 ] |
| 2023 | Kawaisugi Crisis                                                            | Fianna Tierley                     | [ 24 ] |
| 2023 | Birdie Wing: Golf Girls' Story Season 2                                     | Cheris Kay                         | [ 25 ] |
| 2023 | Jijō wo Shiranai Tenkōsei ga Guigui Kuru.                                   | Umi Adachi                         | [ 26 ] |
| 2023 | World Dai Star                                                              | Mito Shiromaru                     | [ 27 ] |
| 2023 | Horimiya: Piece                                                             | Sakura Kōno                        | [ 28 ] |
| 2023 | Kage no Jitsuryokusha ni Naritakute! 2nd Season                             | Eta                                | [ 29 ] |
| 2023 | Undead Girl Murder Farce                                                    | Carmilla                           | [ 30 ] |
| 2023 | Helck                                                                       | Alicia                             | [ 31 ] |
| 2024 | Tsuki ga Michibiku Isekai Dōchū Season 2                                    | Sairitz Kahara                     | [ 32 ] |
| 2024 | Girls Band Cry                                                              | Hina                               | [ 33 ] |
| 2024 | The iDOLM@STER Shiny Colors                                                 | Hiori Kazano                       | [ 34 ] |
| 2024 | Blue Archive: The Animation                                                 | Aru Rikuhachima                    | [ 35 ] |
| 2024 | Fairy Tail: 100 Years Quest                                                 | Hakune                             | [ 36 ] |
| 2024 | Mayonaka Punch                                                              | Otomi                              | [ 37 ] |
| 2024 | Gōkon ni Ittara Onna ga Inakatta Hanashi                                    | Nadeshiko                          | [ 38 ] |
| 2024 | The iDOLM@STER Shiny Colors 2nd Season                                      | Hiori Kazano                       | [ 39 ] |
| 2024 | Sayonara Ryūsei, Konnichiwa Jinsei                                          | Olivia                             | [ 40 ] |
| 2025 | Slime Taoshite 300-nen, Shiranai Uchi ni Level Max ni Nattemashita: Sono Ni | Nana Nana                          | [ 41 ] |
| 2025 | #Compass 2.0: Sentō Setsuri Kaiseki System                                  | Soubiki Noho                       | [ 42 ] |
| 2025 | Shūkan Ranobe Anime                                                         | Yukiko Kurahashi                   | [ 43 ] |
| 2025 | Tomodachi no Imōto ga Ore ni Dake Uzai                                      | Midori Kageishi                    | [ 44 ] |
| TBA  | Mahō Shōjo Ikusei Keikaku: Restart                                          | Mamori "Shadow Gale" Totoyama      | [ 45 ] |

#### ONAs
| Año  | Título                              | Papel           | Ref(s) |
| ---- | ----------------------------------- | --------------- | ------ |
| 2017 | Monster Strike Anime                | Liebe           | [ 6 ]  |
| 2020 | Zenonzard The Animation             | Nonoin Nillon   | [ 6 ]  |
| 2022 | Romantic Killer                     | Rena Kashiwagi  | [ 46 ] |
| 2022 | Blue Archive: Beautiful Day Dreamer | Aru Rikuhachima | [ 6 ]  |

#### OVAs
| Año  | Título                                   | Papel | Ref(s) |
| ---- | ---------------------------------------- | ----- | ------ |
| 2017 | Lostorage Conflated WIXOSS: Missing Link | Kaede | [ 6 ]  |
| 2022 | Kagejitsu!                               | Eta   | [ 6 ]  |

#### Especiales
| Año  | Título            | Papel | Ref(s) |
| ---- | ----------------- | ----- | ------ |
| 2022 | Dr. Stone: Ryusui | Ruby  | [ 47 ] |

### Videojuegos
2017
- Yūki Yūna wa Yūsha de Aru: Hanayui no Kirameki (Anzu Iyojima)
- Magia Record: Puella Magi Madoka Magica Side Story (Kokoro Awane)

2018
- Crystar (Rei Hatada)

2021
- Blue Archive como Aru Rikuhachima
- Princess Connect! Re:Dive como Sheffy

2024
- Dead or Alive Xtreme Venus Vacation (Reika)